# Pjotr Iwanowitsch Schuwalow

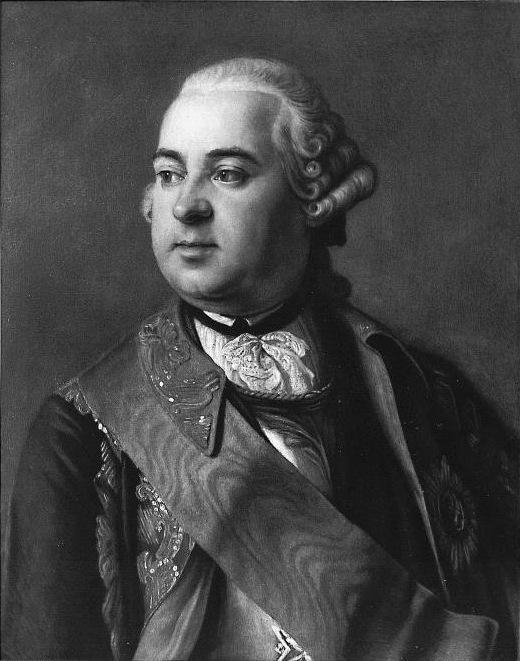
Pjotr Schuwalow

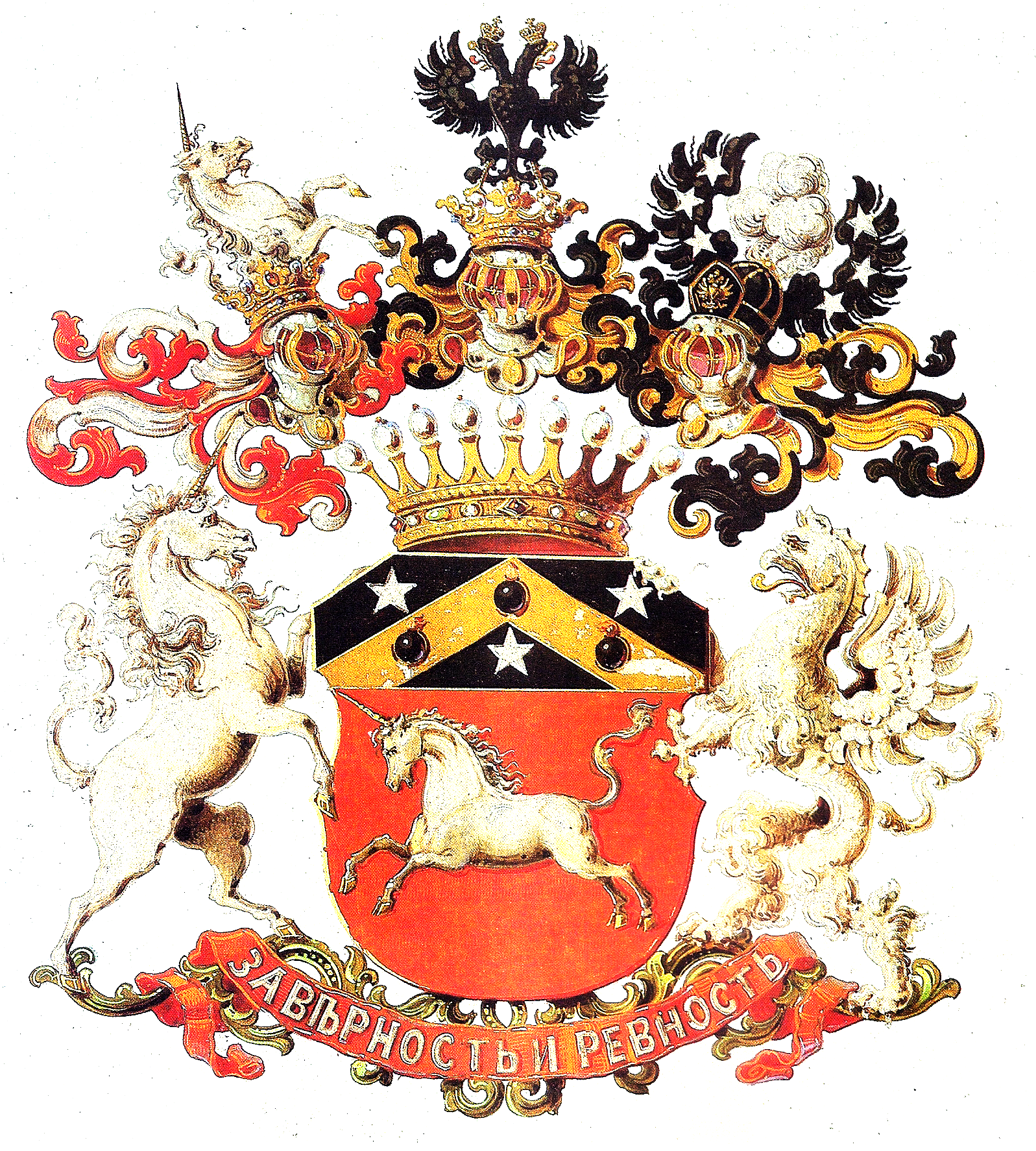
Familienwappen

Pjotr Iwanowitsch Schuwalow (russisch Пётр Иванович Шувалов; * 1710; † 4. Januarjul. / 15. Januar 1762greg. in Sankt Petersburg) war russischer Staatsmann und Militär, der zusammen mit seinem Bruder Alexander Schuwalow und seinem Cousin Iwan Schuwalow die Grundlagen für den Aufstieg des Geschlechts Schuwalow legte.

## Biographie
Pjotr Schuwalow war Sohn des Generals Iwan Maximowitsch Schuwalow des Älteren, der die Festungen Wyborg und Archangelsk befehligte. 1723 wurde er zum Pagen von Katharina I. ernannt, 1725 zum Kammerjunker der Großfürstin Elisabeth Petrowna. Schuwalow gehörte zu dem kleinen Personenkreis, der die spätere Kaiserin in ihrem Exil in Ismailowo (heute Moskau) begleitete. Dort freundete er sich mit der besten Freundin Elisabeths, Mawra Jegorjewna Schepelew, an, die er 1742 heiratete, was seinem raschen Aufstieg behilflich war. Bereits bei der Kaiserkrönung Elisabeths im April 1742 wurde er zum Kammerherrn und Senator ernannt, 1744 zum Generalleutnant und 1746 in den Grafenstand erhoben.
Um seine Stellung am Hof weiter auszubauen, leitete er 1749 die intime Beziehung der Kaiserin mit seinem Cousin Iwan Iwanowitsch Schuwalow ein. Es gelang ihm, sich die Gunst der Monarchin bis zu ihrem Tod zu erhalten. Auch wenn Schuwalow zweifellos ernsthaft um das Wohl des Staates bemüht war, konnte er der Versuchung nicht widerstehen, sich persönlich zu bereichern, wodurch er sich unzählige Feinde schuf. Unter anderem verschaffte sich Schuwalow zahlreiche Monopole, etwa für die Robbenjagd und den Holzexport. Nach dem Tod von Elisabeth Petrowna wurde er von Peter III. zum Generalfeldmarschall ernannt, starb allerdings bereits zwei Wochen später. Bei seiner Beerdigung kam es zu einem spontanen Volksaufstand, der mit Waffengewalt niedergeschlagen wurde. Trotz seiner hohen Einkünfte hinterließ Schuwalow einen enormen Schuldenberg, was auf seinen außergewöhnlich luxuriösen Lebensstil zurückzuführen ist.

## Wirken
Pjotr Schuwalow zeichnete für eine ganze Reihe von Reformen in Russland verantwortlich. Er modernisierte die Armee, schuf ein effizientes System der Rekrutenaushebung und führte 1756 den Posten des Generalfeldzeugmeisters wieder ein, den er als erster Amtsinhaber bekleidete. In seiner Eigenschaft als Generalfeldzeugmeister stattete er die Armee neu aus, brachte die russische Artillerie auf einen hohen Stand und war aktiv an der Entwicklung der so genannten Schuwalow-Haubitze (russ. Единорог, franz. Licorne) beteiligt, die leichter und beweglicher als die Vorgänger-Modelle war und eine schnellere Schussfolge hatte. 1756 gründete er zudem eine Privatarmee mit 30.000 Soldaten – das so genannte Beobachtungscorps, eine Aufklärungseinheit.
Obwohl er sich hauptsächlich als Militär betrachtete, kümmerte sich Schuwalow auch um wirtschaftliche Belange. 1752 senkte er die Kopfsteuer und führte ein Staatsmonopol auf den Salz- und Wodkahandel sowie indirekte Steuern ein, wodurch der Staatshaushalt stabilisiert wurde. Um den Handel zu beleben, schaffte er 1753 die Binnenzölle ab. Ein Jahr später gründete er die Adelsbank, in der Adlige Geld vom Staat leihen konnten – auf diese Weise wollte Schuwalow der Kapitalknappheit des russischen Wirtschaftslebens entgegentreten. Um dem Staat nach Ausbruch des Siebenjährigen Krieges zusätzliche Geldquellen zu erschließen, senkte er mehrmals den Kupfergehalt der Kopeken-Münzen, was allerdings eine Inflation zur Folge hatte. 1760 veranlasste er zudem die Einführung von Papiergeld, das jedoch keine Akzeptanz in der Bevölkerung fand – zu diesem Misserfolg trug wesentlich die Tatsache bei, dass der Staat selbst seinem Papiergeld nicht vertraute und Steuern nur in Münzgeld eintrieb.
Schuwalow war außerdem Initiator der so genannten Ersten Allgemeinen Landesvermessung, die ab 1752 in Angriff genommen wurde. Bis zu diesem Zeitpunkt hatte es in Russland keine zuverlässigen Landkarten und keine Grundbücher gegeben, was zu ständigen Streitigkeiten zwischen Gutsbesitzern um Grundstücksgrenzen führte. Schuwalow regte die Gründung einer Mathematikschule in Moskau an, die Landvermesser eigens dafür heranzubilden hatte. Nach Ausbruch des Siebenjährigen Krieges schritten die Vermessungsarbeiten jedoch immer schleppender voran, weil die Landesvermesser zur Armee eingezogen wurden, so dass die Landesvermessung nicht abgeschlossen wurde und nur die Gebiete um Moskau erfasst waren.
1754 wurde auf Schuwalows Veranlassung eine Gesetzeskommission gegründet, die das alte, längst überholte Reichsgesetzbuch von 1649 durch ein Neues ersetzen sollte. Anders als bei der späteren Gesetzeskommission von Katharina II. waren hier auch Vertreter der Bauern zugelassen. 1755 legte die Kommission der Kaiserin erste Teile des Gesetzbuches vor, diese verweigerte jedoch ihre Unterschrift wegen zu hoher Strafmaße. Danach wurde die Arbeit zwar fortgesetzt, aber nicht mehr zu Lebzeiten von Elisabeth Petrowna vollendet.
Schuwalow hat viele Schriften über den Staat verfasst (zum Beispiel Verschiedene Mittel für den Profit des Staates von 1754) und wurde daher ironisch als „russischer Cicero“ bezeichnet.